# Tony Scalzo
Tony Scalzo (6 de mayo de 1964 en Honolulu, Hawái) es un músico y compositor estadounidense, reconocido como uno de los miembros fundadores de la banda de rock alternativo Fastball. En 1994, Scalzo se trasladó a Austin, Texas para unirse a la agrupación Beaver Nelson Band. Luego de su experiencia en dicha banda, fundó Fastball, agrupación que conformó con Joey Shuffield y Miles Zúñiga.
En 2013, Scalzo lanzó su primer álbum como solista, titulado My Favorite Year. El ingeniero de sonido fue Joe Blaney, relacionado con la grabación del álbum Combat Rock del grupo de punk The Clash.

## Discografía

### Solista
- My Favorite Year (2013)

## Filmografía
- Screw Cupid (2007) (compositor: "Lonely Heart")
- Summer Catch (2001) (compositor: "Every Time She Walks")
- Loser (2000) (compositor: "Out Of My Head")
- "Charmed" Fastball (1 episodio, 2000)